# Europees kampioenschap volleybal mannen 2015 (kwalificatie)
Deze pagina beschrijft het kwalificatieproces voor het Europees kampioenschap volleybal, dat werd gehouden van 9 oktober tot en met 18 oktober 2015 in Bulgarije en Italië. 34 landen streden om 9 plaatsen in het eindtoernooi.

## Kalender
| Ronde        | Data                      |
| ------------ | ------------------------- |
| Eerste ronde | 8 mei 2014 - 11 mei 2014  |
| Tweede ronde | 16 mei 2014 - 1 juni 2014 |
| Derde ronde  | 22 mei 2015 - 31 mei 2015 |

## Eerste ronde

### Groep A
|      |           |     | Wedstrijden | Wedstrijden | Sets | Sets | Sets |
| Rank | Team      | Pts | W           | L           | W    | L    |      |
| ---- | --------- | --- | ----------- | ----------- | ---- | ---- | ---- |
| 1    | Moldavië  | 8   | 3           | 0           | 9    | 2    |      |
| 2    | Israël    | 6   | 2           | 1           | 6    | 3    |      |
| 3    | Luxemburg | 3   | 1           | 2           | 3    | 6    |      |
| 4    | Litouwen  | 1   | 0           | 3           | 2    | 9    |      |

### Groep B
|      |                       |     | Wedstrijden | Wedstrijden | Sets | Sets | Sets |
| Rank | Team                  | Pts | W           | L           | W    | L    |      |
| ---- | --------------------- | --- | ----------- | ----------- | ---- | ---- | ---- |
| 1    | Noorwegen             | 8   | 3           | 0           | 9    | 4    |      |
| 2    | Hongarije             | 7   | 2           | 1           | 8    | 3    |      |
| 3    | Zwitserland           | 2   | 1           | 2           | 4    | 8    |      |
| 4    | Bosnië en Herzegovina | 1   | 0           | 3           | 3    | 9    |      |

### Groep C
|      |              |     | Wedstrijden | Wedstrijden | Sets | Sets | Sets |
| Rank | Team         | Pts | W           | L           | W    | L    |      |
| ---- | ------------ | --- | ----------- | ----------- | ---- | ---- | ---- |
| 1    | Macedonië    | 9   | 3           | 0           | 9    | 1    |      |
| 2    | Zweden       | 6   | 2           | 1           | 7    | 3    |      |
| 3    | Azerbeidzjan | 3   | 1           | 2           | 3    | 6    |      |
| 4    | GEO          | 0   | 0           | 3           | 0    | 9    |      |

## Tweede ronde
De wedstrijden in de tweede ronde werden gespeeld van 16 mei 2014 tot en met 1 juni 2014. De zes groepswinnaars plaatsten zich direct voor de eindronde, terwijl de zes nummers 2 play-offs moeten spelen voor de drie resterende plaatsen.
| Groep A                                                         | Groep B                                                               | Groep C                                                                       | Groep D                                                              | Groep E                                                          | Groep F                                                          |
| --------------------------------------------------------------- | --------------------------------------------------------------------- | ----------------------------------------------------------------------------- | -------------------------------------------------------------------- | ---------------------------------------------------------------- | ---------------------------------------------------------------- |
| Gastlanden : Polen en Slovenië Letland Polen Slovenië Macedonië | Gastlanden : Portugal en Finland Oostenrijk Finland Portugal Moldavië | Gastlanden : Slowakije en Griekenland Estland Griekenland Slowakije Hongarije | Gastlanden : Tsjechië en Oekraïne Tsjechië Spanje Oekraïne Noorwegen | Gastlanden : Montenegro en Kroatië Montenegro Nederland Roemenië | Gastlanden : Denemarken en Wit-Rusland Denemarken Turkije Zweden |

| Legenda                         |
| ------------------------------- |
| Geplaatst voor het eindtoernooi |
| Geplaatst voor de play-offs     |

### Groep A
|      |           |     | Wedstrijden | Wedstrijden | Sets | Sets | Sets |
| Rank | Team      | Pts | W           | L           | W    | L    |      |
| ---- | --------- | --- | ----------- | ----------- | ---- | ---- | ---- |
| 1    | Polen     | 16  | 5           | 1           | 17   | 4    |      |
| 2    | Slovenië  | 11  | 5           | 1           | 16   | 11   |      |
| 3    | Macedonië | 5   | 1           | 5           | 8    | 15   |      |
| 4    | Letland   | 4   | 1           | 5           | 5    | 16   |      |

### Groep B
|      |            |     | Wedstrijden | Wedstrijden | Sets | Sets | Sets |
| Rank | Team       | Pts | W           | L           | W    | L    |      |
| ---- | ---------- | --- | ----------- | ----------- | ---- | ---- | ---- |
| 1    | Finland    | 16  | 6           | 0           | 18   | 8    |      |
| 1    | Portugal   | 13  | 4           | 2           | 15   | 7    |      |
| 3    | Moldavië   | 7   | 2           | 4           | 10   | 13   |      |
| 4    | Oostenrijk | 0   | 0           | 6           | 3    | 18   |      |

### Groep C
|      |             |     | Wedstrijden | Wedstrijden | Sets | Sets | Sets |
| Rank | Team        | Pts | W           | L           | W    | L    |      |
| ---- | ----------- | --- | ----------- | ----------- | ---- | ---- | ---- |
| 1    | Slowakije   | 12  | 4           | 1           | 12   | 4    |      |
| 2    | Griekenland | 9   | 3           | 2           | 10   | 7    |      |
| 3    | Estland     | 9   | 3           | 2           | 9    | 8    |      |
| 4    | Hongarije   | 0   | 0           | 5           | 3    | 15   |      |

### Groep D
|      |           |     | Wedstrijden | Wedstrijden | Sets | Sets | Sets |
| Rank | Team      | Pts | W           | L           | W    | L    |      |
| ---- | --------- | --- | ----------- | ----------- | ---- | ---- | ---- |
| 1    | Tsjechië  | 16  | 5           | 1           | 17   | 5    |      |
| 2    | Spanje    | 12  | 4           | 2           | 13   | 10   |      |
| 3    | Oekraïne  | 8   | 3           | 3           | 12   | 13   |      |
| 4    | Noorwegen | 0   | 0           | 6           | 4    | 18   |      |

### Groep E
|      |            |     | Wedstrijden | Wedstrijden | Sets | Sets | Sets |
| Rank | Team       | Pts | W           | L           | W    | L    |      |
| ---- | ---------- | --- | ----------- | ----------- | ---- | ---- | ---- |
| 1    | Kroatië    | 12  | 4           | 2           | 14   | 10   |      |
| 2    | Nederland  | 10  | 3           | 3           | 11   | 10   |      |
| 3    | Montenegro | 7   | 3           | 3           | 13   | 15   |      |
| 4    | Roemenië   | 7   | 1           | 5           | 11   | 14   |      |

onderstaande wedstrijden in Montenegro
| datum | Team 1     | Uitslag | team 2     | setstanden                      |
| ----- | ---------- | ------- | ---------- | ------------------------------- |
| 16-05 | Nederland  | 0-3     | Kroatië    | 17-25,20-25 , 23-25             |
| 16-05 | Montenegro | 2-3     | Roemenië   | 14-25,22-25,25-22,25-21 , 11-15 |
| 17-05 | Nederland  | 3-0     | Roemenië   | 27-25,25-23 ,25-18              |
| 17-05 | Kroatië    | 3-1     | Montenegro | 25-23,27-25,31-33, 25-18        |
| 18-05 | Roemenië   | 1-3     | Kroatië    | 25-22,24-26,20-25,16-25         |
| 18-05 | Nederland  | 2-3     | Montenegro | 25-19,16-25,25-23,23-25,10-15   |

onderstaande wedstrijden in Kroatië
| datum | Team 1     | Uitslag | team 2     | setstanden                       |
| ----- | ---------- | ------- | ---------- | -------------------------------- |
| 23-05 | Roemenië   | 2-3     | Kroatië    | 22-25,22-25,25-23,25-19,7-15     |
| 23-05 | Nederland  | 3-1     | Montenegro | 25-19,25-23,26-28,25-18          |
| 24-05 | Kroatië    | 2-3     | Montenegro | 23-25,25-23,24-26,25-23 , 8-15   |
| 24-05 | Roemenië   | 3-0     | Nederland  | 26-24,25-22,25-15                |
| 25-05 | Montenegro | 3-2     | Roemenië   | 25-23,19-25,27-25 ,24-26 , 15-12 |
| 25-05 | Kroatië    | 0-3     | Nederland  | 19-25 ,24-26 ,13-25              |

### Groep F
|      |             |     | Wedstrijden | Wedstrijden | Sets | Sets | Sets |
| Rank | Team        | Pts | W           | L           | W    | L    |      |
| ---- | ----------- | --- | ----------- | ----------- | ---- | ---- | ---- |
| 1    | Wit-Rusland | 7   | 2           | 1           | 8    | 5    |      |
| 2    | Turkije     | 5   | 2           | 1           | 6    | 6    |      |
| 3    | Zweden      | 4   | 1           | 2           | 6    | 6    |      |
| 4    | Denemarken  | 2   | 1           | 2           | 5    | 8    |      |

## Derde ronde
- Data: 23-24 mei 2015-31 mei 2015.

| Team 1   | Tot. | Team 2    | 1e wedstr. | 2e wedstr. |
| -------- | ---- | --------- | ---------- | ---------- |
| Slovenië | -    | Portugal  | 3-0        | -          |
| Estland  | 6-1  | Zweden    | 3-1        | 3-0        |
| Spanje   | -    | Nederland | 0-3        | -          |

## Gekwalificeerde landen
- Bulgarije (Gastland)
- Italië (Gastland)
- België
- Frankrijk
- Duitsland
- Rusland
- Servië
- Polen (Winnaar Groep A)
- Finland (Winnaar Groep B)
- Slowakije (Winnaar Groep C)
- Tsjechië (Winnaar Groep D)
- Kroatië (Winnaar Groep E)
- Wit-Rusland (Winnaar Groep F)
- Estland (Winnaar play-offs)
- Nederland (Winnaar play-offs)
- nnb (Winnaar play-offs)